# Harrán
Harrán, (sumer nyelven URUKASKAL 𒆜, akkádul: 'Ḫarrānu', ógörögül: Kάρραι [Karrai], latinul: Carrhae, arabul: حران, törökül: Sultantepe) észak-mezopotámiai város volt, közel Anatólia és a történelmi Szíria határához. Sumer neve „út, utca, útkereszteződés, utazás, karaván” értelmű, az akkád nevet ugyanazzal az írásjellel írták és „út, utca” jelentésű. A Kr. e. 1. évezredben tett szert nagyobb jelentőségre, mint kereskedelmi csomópont és Szín holdisten kultuszhelye.

## Története
Ninive Kr. e. 612-es lerombolása után az asszír hadsereg és adminisztráció maradékai Harránban rendezkedtek be II. Assur-uballit vezetésével, de Kr. e. 609-ben a várost megostromolta és bevette a szövetséges újbabiloni – méd hadsereg. A médeket Küaxarész méd király személyesen vezette. Szín templomát ekkor elhagyták, Nabú-naid uralkodásának kezdetén (i. e. 555) még mindig üresen állt. A város ekkor még mindig a Méd Birodalom része volt.
A későbbiekben a Szeleukida Birodalom része és Oszrhoéné tartomány székhelye lett. A parthus hódítás során önállósodott, és arab Abgarida fejedelmei Kr. e. 132 – Kr. u. 114 között teljes önállóságot élveztek, majd Traianus keleti hadjárata során Róma félautonóm vazallusaivá lettek. A 3. század elején olvasztották a birodalomba egyszerű provinciaként.
Kr. e. 53-ban a város mellett pusztult el Marcus Licinius Crassus hadserege vezérével együtt a parthusokkal vívott harcban (ld. carrhaei csata). 217-ben Caracallát szintén itt gyilkolták meg, majd 296-ban Galerius vereséget szenvedett az újperzsa hadseregtől. Ettől kezdve a 7. századi arab hódításig perzsa kézen maradt a város. A kereszténység és a helyi pogány képzetek hatására alakult ki a 11. században kihalt jazdánita keresztény szekta.
A város a muszlimok uralma alatt is megőrizte fontosságát, elsősorban kulturális tekintetben. II. Marván Omajjád kalifa (744–750) Harránt tette meg székhelyévé. 
Jelenleg Törökország területén található, híres az agyagból tapasztott „méhkaptár”-házairól.